# Rufus Ritchie
 Rufus Haynes Ritchie (* 24. September 1924 in Blue Diamond, Kentucky; † 28. Juli 2017 oder 29. Juli 2017) war ein US-amerikanischer Festkörperphysiker.
Ritchie studierte an der University of Kentucky Elektrotechnik mit dem Bachelor-Abschluss 1947. Im  Zweiten Weltkrieg diente er als Leutnant im Army Air Corps und war in dieser Zeit zu militärischen wissenschaftlichen Trainingskursen am Kenyon College, der Yale Communications Cadet School, der Harvard University und am Michigan Institute of Technology. Ab 1949 war er in der Abteilung Health Physics des Oak Ridge National Laboratory, wo vor allem Strahlungsschäden untersucht wurden. 1959 wurde er an der University of Tennessee bei Richard D. Present promoviert. Er war neben seiner Arbeit in Oak Ridge (wo er Corporate Fellow des Labors war) Professor an der University of Tennessee.
Er ist bekannt für seine Entdeckung des Oberflächenplasmons (1957). Das geschah bei theoretischen Untersuchungen über den Energieverlust schneller Elektronen in dünnen Metallfilmen unter Robert Birkhoff. Die Vorhersage der Oberflächenplasmonen stieß damals auf Unglauben und Widerstand, er erhielt aber Unterstützung von Birkhoff und anderen im Oak Ridge Labor und von David Pines, sodass er 1957 darüber veröffentlichen konnte. Drei Jahre später wurde das durch Elektronenstreuexperimente am National Bureau of Standards bestätigt. Größere Anwendungen fand es ab Ende der 1990er Jahre in der Nanoplasmonik und Nanophotonik. Mit dem Oberflächenplasmon-Polariton kann Licht auf der Nanoskala manipuliert werden weit unterhalb von dessen Beugungsgrenze.
Außerdem war er einer der Mitbegründer der modernen Strahlungsdosimetrie, zum Beispiel in der Dosimetrie schneller Neutronen. Diese Arbeiten waren wesentlich im Ichiban-Programm der medizinischen Untersuchung der Überlebenden der Atombombenabwürfe von Nagasaki und Hiroshima. Er war ein führender Experte für die Wechselwirkung geladener Teilchen mit Festkörpern und Oberflächen mit Beiträgen unter anderem zum Barkas-Effekt (Differenz von Teilchen und deren Antiteilchen bezüglich der Abbremsung in Materie), zur Theorie geladener Zustände in Festkörpern und der Theorie von electronic wakes (räumliche und zeitliche Fluktuationen um schnelle Ionen in Festkörpern oder nahe Oberflächen). Er entwickelte die erste nichtstörungstheoretische Theorie der Wechselwirkung langsamer Ionen mit Materie und eine Theorie des Dielektrikums von Quanten-Plasmen.
Er war Ehrendoktor der Universität des Baskenlandes, erhielt 1984 den Jesse W. Beams Award, war Gastprofessor in Aarhus und Odense und war Visiting Fellow am Churchill College der Universität Cambridge und am Cavendish Laboratory. Er war Fellow des American Physical Society und erhielt den Distinguished Alumni Award der University of Tennessee.
Er war seit 1955 mit Dorothy Estes verheiratet, mit der er einen Sohn und eine Tochter hatte.